# Poa aitchisonii
Poa aitchisonii là một loài thực vật có hoa trong họ Hòa thảo. Loài này được Boiss. miêu tả khoa học đầu tiên năm 1884.